# Bonaire Museum

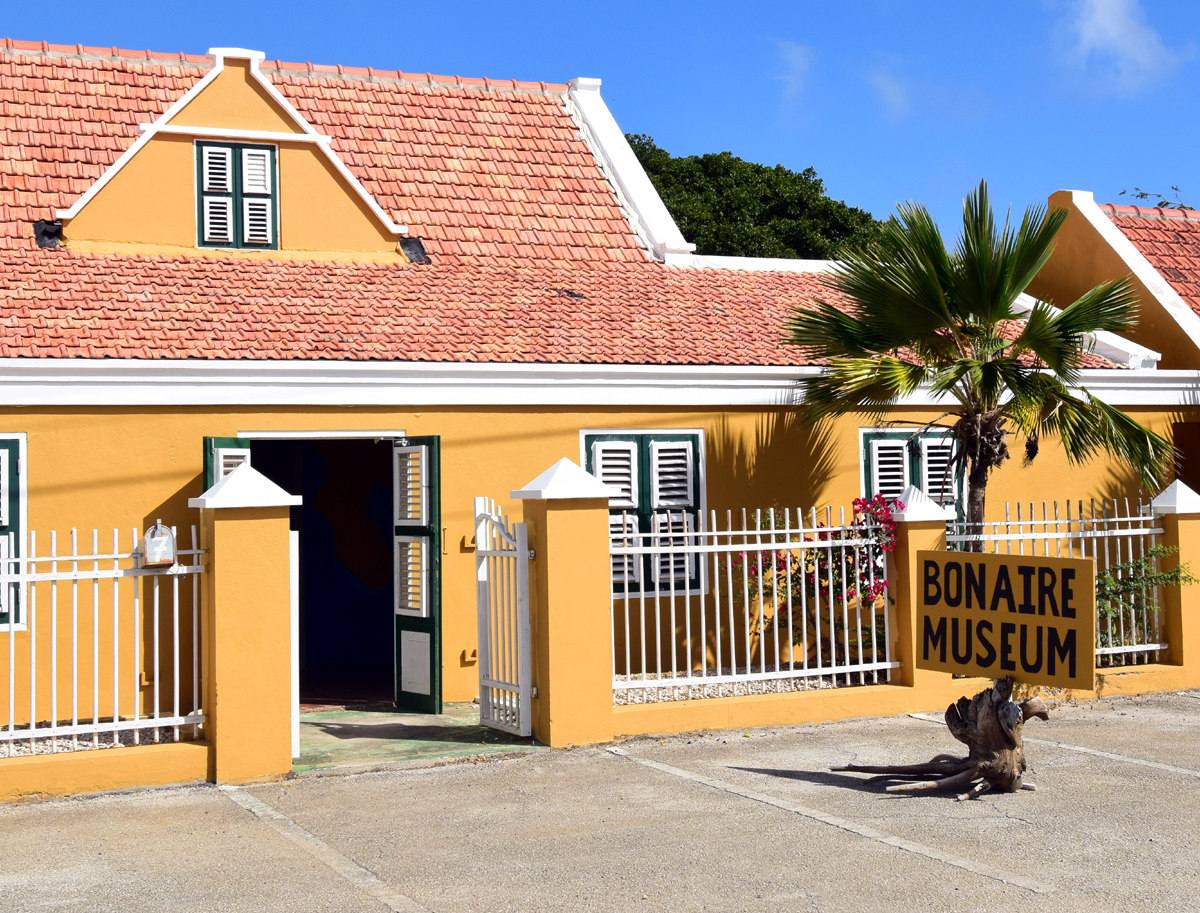
Het museumgebouw (2018)

Het Bonaire Museum of Natural History is een natuurhistorisch museum in Kralendijk, gevestigd in een stadswoning uit 1885. Het huis is gebouwd in opdracht van een Venezolaanse zakenman en komt daarna in eigendom van de familie Cohen. Naar verluidt wordt na de Tweede Wereldoorlog de eigenaar beschuldigd van collaboratie met de nazi's door met een zender-ontvanger de bewegingen van transportschepen door te geven aan Duitse onderzeeboten in de Caribische Zee. De eigenaar wordt naar Venezuela afgevoerd en het pand wordt verbeurd verklaard. In 1947 wordt het huis gekocht door Julio C. van der Ree (bekend als Boy Herrera), eigenaar van de Washingtonplantage in het noorden van Bonaire. Hiervoor woont familie van der Ree in het huis dat nu de hoofdingang van Washington Slagbaai National Park vormt.
De familie van der Ree gebruikt de woning als verkooppunt van onder andere geiten- en koeienvlees. De dieren worden op de plantage grootgebracht en naar de woning vervoerd waar ze worden geslacht. Naast het vlees wordt later onder andere bier en limonade verkocht evenals andere levensmiddelen. Na het overlijden van Boy Herrera (16 november 1967) komt de woning in eigendom van de overheid – de plantage is al eerder verkocht om deel uit te maken van het National Park – en doet dienst als kantoor en museum van de SKAL.
In 2013 komt de woning in particulier bezit en na renovatie komt hier het Bonaire Museum. Het Bonaire Museum geeft een beeld van de historie, natuur en cultuur van Bonaire door middel van foto's, informatie en oude voorwerpen. Volgens het museum zijn enkele hoogtepunten: een collectie van koralen en schelpen, een oude ezelploeg, dieren waaronder grote heremietkreeften, strandvondsten, oude flessen en de Wayacaboom op de buitenplaats.